# Haus Königstraße 22 (Bad Laasphe)

Im Zentrum des Fotos das Haus Königstraße 22

Das Haus Königstraße 22 ist ein seit 1985 unter Denkmalschutz stehendes Fachwerkhaus in der historischen Altstadt von Bad Laasphe. Ein älteres Haus erhielt 1824 eine neue Fachwerkfassade zur Straße hin. Es handelt sich um ein dreigeschossiges Gebäude mit Giebel zur Straße.

## Lage
Das Gebäude steht mit der Schmalseite an der wichtigen, im 13. Jahrhundert mit der Stadtgründung angelegten historischen Durchgangsstraße (der heutigen Königstraße) im alten Stadtkern von Bad Laasphe. Das Anwesen gehörte in der frühen Neuzeit zum Unteren Vorderviertel der Stadt. Das Grundstück reichte vermutlich am Anfang im 13. Jahrhundert von der Straße bis an die Linie der Stadtmauer im Norden. Die heutige Mauerstraße wurde später angelegt, vielleicht im 18. Jahrhundert.

## Bauzeit
Die Erbauungszeit des heute vorhandenen Hauses ist nicht bekannt. Das in der lokalen Literatur genannte Jahr 1560 besitzt keine Belegangabe. Nach dem Typus als dreigeschossiges Ernhaus könnte das Gebäude wie sein rechter Nachbar nach dem Dreißigjährigen Krieg im späten 17. Jahrhundert erbaut worden sein. Dafür spricht auch die Situation während des Krieges, als gegen dessen Ende 1645 in Laasphe nur noch 67 bewohnte Häuser gezählt wurden, während es 1662 76, 1682 92 und 1698 100 bewohnte Häuser waren. Zudem zeigt eine Rekonstruktion des Laaspher Stadtkernes von Karl Mehldau für das Jahr 1634 an der Adresse Königstraße 22 eine Lücke. Als Erbauer des heute bestehenden Hauses kommen deshalb Zyriakus Achenbach und seine Frau Agnes in Betracht, die um 1641 geheiratet hatten. Vielleicht haben sie eine gewisse Zeit bei Verwandten gewohnt und nach Ende des Krieges auf dem ererbten Grundstück ein neues Haus erbaut.
Das in einer Inschrift genannte Datum 21. Juni 1824 bezieht sich nach den Konstruktionsmerkmalen auf die Straßenfassade, die damals eine durchlaufende Front ohne Auskragungen erhielt.

## Ältere Besitzergeschichte

Rückseite des Hauses Königstraße 22 von der Mauerstraße aus

Der erste bekannte Besitzer, der in einem Vorgängerbau wohnte, war der um 1517 geborene Paul Dehnleder, der hier um 1560 nachweisbar ist. Anschließend wohnte hier bis zu seinem Tod am 22. Juni 1602 der um 1542 geborene Hufschmied Konrad Noll. Noll war vielleicht der Schwiegervater des nächsten Bewohners, des Schullehrers Dietrich Gottschalk, der vor 1628 starb. Der Lehrer hatte sechs Kinder, von denen Agnes (10. Februar 1611 – 1. März 1683) den gleichaltrigen Schuhmachermeister, Gemeinsmann und Kastenmeister Zyriakus Achenbach (21. Januar 1611 – 8. Mai 1692) heiratete. Zyriakus war das vierte Kind des Laaspher Pfarrers und Inspektors Franz Achenbach in der Königstraße 9. Über die kirchliche und schulische Tätigkeit wird sich die Ehe der Kinder von Inspektor und Schullehrer in Laasphe angebahnt haben.
Das Haus selbst ging an den Sohn von Agnes und Zyriakus, den Schuhmachermeister Franz Dietrich Achenbach (7. Mai 1643 – 3. Juli 1711), der 1671 Susanne Drescher heiratete (9. Januar 1643 – 23. Mai 1701).
1683 wurde der landwirtschaftliche Grundbesitz vom Haus abgeteilt, vielleicht erforderte das Schuhmacherhandwerk keine große Landwirtschaft. Das Ehepaar Franz und Susanne Achenbach hatte acht Kinder. Von diesen erbte 1711 der überlebende älteste Sohn Johann Georg (6. Dezember 1673 – 21. November 1712) das Haus, der sich 1706 mit Anna Christine Metz (1684 – 25. April 1754) verheiratet hatte. Auch diese Generation betrieb das Schuhmacherhandwerk, vermutlich zuerst im Haus des Vaters.
Johann Georg verstarb jedoch schon ein Jahr nach der Hausübernahme und seine Witwe heiratete den gräflichen Bediensteten Jakob Lauber (1665 – 15. Juni 1754). Lauber ist eine interessante Person, da er als Sohn eines Bauern aus Girkhausen keine Schulbildung genossen hatte und Analphabet blieb. Er arbeitete vor 1702 als Tafeldecker auf Schloss Wittgenstein und heiratete zweimal in gehobene bürgerliche Verhältnisse ein, zuerst 1702 mit Agnes Bilgen, der Tochter des gräflichen Hofrats und Landhauptmanns.
Spätestens nach dem Tod der Eheleute Lauber 1754 ging das Erbe an die Tochter der Anna Christine aus der ersten Ehe, Christine Magdalene (2. September 1708 – 5. März 1773).
Christine Magdalene Achenbach hatte zuvor um 1727 den aus Aßlar stammenden Johann Gustav Winkler (1. März 1690 – 15. November 1772) geheiratet, der 1719 in Laasphe die erste Apotheke, die „Apotheke zum Schwan“ eingerichtet hatte. Der Apotheker übte 1758 das Bürgermeisteramt aus und starb als Kirchenältester in Laasphe.
Da die beiden Söhne des Ehepaars früh verstarben, ging das Haus um 1775 an den Schwager Konrad Mardorf, der aus Borken bei Kassel kam.
1801 bewohnte der Bäckermeister Gustav Christian Ferdinand Scheuer das Haus, der es durch seine Heirat mit Maria Magdalene an sich gebracht hatte und hier 1818 verstarb. Das Haus ging an den Sohn des Ehepaares Johann Friedrich Scheuer, der hier ebenfalls eine Bäckerei betrieb. Auf seine verwitwete Mutter ging der noch heute das Erscheinungsbild prägende Umbau der Fassade zurück, wie die Inschrift festhält: „Durch Gottes Hülfe wurde dieses Haus verbessert, von Ferdinand Scheuern Witwe, am 21. Juny 1814.“